# Henrik von Eckermann
Henrik Claes Edvard von Eckermann (Nyköping, 25 mei 1981) is een Zweeds ruiter, die gespecialiseerd is in springen.
Von Eckermann won in 2019 Jumping Amsterdam.
Hij nam driemaal deel aan de Olympische Spelen en won tijdens de Olympische Zomerspelen van Tokio op de rug van zijn paard King Edward de gouden medaille in het springconcours team, individueel eindigde hij als vierde. 

## Resultaten

### Olympische Zomerspelen
| Editie | Plaats         | Resultaten                                                                        |
| ------ | -------------- | --------------------------------------------------------------------------------- |
| 2012   | Londen         | 6e springconcours team op Allerdings 23e springconcours individueel op Allerdings |
| 2016   | Rio de Janeiro | 7e springconcours team op Yajamila 24e springconcours individueel op Yajamila     |
| 2021   | Tokio          | springconcours team op King Edward 4e springconcours individueel op King Edward   |

### Wereldruiterspelen
| Jaar | Plaats | Resultaten                                                                                 |
| ---- | ------ | ------------------------------------------------------------------------------------------ |
| 2014 | Caen   | 6e springconcours team op Toveks Mary Lou 38e springconcours individueel op Goha FRH       |
| 2018 | Tryon  | springconcours team op Toveks Mary Lou · 26e springconcours individueel op Toveks Mary Lou |

1912: Lewenhaupt, Kilman, von Rosen ·
1920: König, von Rosen, Norling ·
1924: Thelning, Ståhle, Lundström ·
1928: Navarro, Álvarez, García ·
1936: Hasse, von Barnekow, Brandt ·
1948: Mariles, Uriza, Valdés ·
1952: White, Stewart, Llewellyn ·
1956: Winkler, Thiedemann, Lütke-Westhues ·
1960: Winkler, Thiedemann, Schockemöhle ·
1964: Schridde, Jarasinski, Winkler ·
1968: Day, Gayford, Elder ·
1972: Ligges, Wiltfang, Steenken, Winkler ·
1976: Parot, Rozier, Roguet, Roche ·
1980: Tsjoekanov, Poganovsky, Asmaje, Korolkov ·
1984: Fargis, Homfeld, Burr Howard, Smith ·
1988: Beerbaum, Brinkmann, Hafemeister, Sloothaak ·
1992: Raijmakers, Romp, Tops, Lansink ·
1996: Sloothaak, Nieberg, Kirchhoff, Beerbaum ·
2000: Beerbaum, Nieberg, Ehning, Becker ·
2004: Wylde, Ward, Madden, Kappler ·
2008: Ward, Kraut, Simpson, Madden ·
2012: Skelton, Maher, Brash, Charles ·
2016: Rozier, Staut, Bost, Leprévost ·
2020: von Eckermann, Baryard-Johnsson, Fredricson ·
2024: Maher, Charles, Brash